# Seznam medailistů na mistrovství Československa a Česka mužů a žen v trojskoku

### Muži
| Rok          | Místo              | Zlato             | Výkon           | Stříbro           | Bronz               |
| ------------ | ------------------ | ----------------- | --------------- | ----------------- | ------------------- |
| MR ČSR 1945  | Praha              | Zdeněk Kubý       | 13,78 m         | Miroslav Řihošek  | Miroslav Kopřiva    |
| MR ČSR 1946  | Praha              | Miroslav Řihošek  | 14,45 m         | Karel Hilský      | Zdeněk Kubý         |
| MR ČSR 1947  | Praha              | Milan John        | 14,06 m         | Miroslav Řihošek  | Zdeněk Kubý         |
| MR ČSR 1948  | Praha              | Milan John        | 14,19 m         | Zdeněk Kubý       | Karel Hilský        |
| MR ČSR 1949  | Praha              | Milan John        | 13,87 m         | Jindřich Pěnek    | Vladimír Kubáň      |
| MR ČSR 1950  | Bratislava         | Zdeněk Kubý       | 14,46 m         | František Kubíček | Zdislav Slezák      |
| MR ČSR 1951  | Brno               | František Kubíček | 14,17 m         | Miloš Smolík      | Oldřich Zikmunda    |
| MR ČSR 1952  | Praha              | František Kubíček | 14,44 m         | Jaromír Lank      | Milan John          |
| MR ČSR 1953  | Praha              | František Kubíček | 14,54 m         | Jaromír Lank      | Vladimír Kubáň      |
| MR ČSR 1954  | Ostrava            | Vlastimil Kálecký | 14,50 m         | Jaromír Lank      | František Kubíček   |
| MR ČSR 1955  | Brno               | Martin Řehák      | 15,71 m         | Vlastimil Kálecký | Jiří Mráček         |
| MR ČSR 1956  | Bratislava         | Martin Řehák      | 15,45 m         | Jiří Mráček       | Josef Kalivoda      |
| MR ČSR 1957  | Praha              | Martin Řehák      | 15,55 m         | Vlastimil Kálecký | František Křupala   |
| MR ČSR 1958  | Ostrava            | František Křupala | 15.32 m         | Josef Kalivoda    | Vlastimil Kálecký   |
| MR ČSR 1959  | Praha              | František Křupala | 15.41 m         | Martin Řehák      | Vlastimil Kálecký   |
| MR ČSSR 1960 | Brno               | František Křupala | 15,28 m         | Zdeněk Veverka    | Martin Řehák        |
| MR ČSSR 1961 | Praha              | František Křupala | 15,68 m         | Vlastimil Kálecký | František Vavrinčík |
| MR ČSSR 1962 | Ostrava            | Vlastimil Kálecký | 15,14 m         | František Křupala | Zdeněk Veverka      |
| MR ČSSR 1963 | Hradec Králové     | Vlastimil Kálecký | 15,98 m         | Zdeněk Veverka    | František Křupala   |
| MR ČSSR 1964 | Praha              | Miloš Hornych     | 15,59 m         | Peter Nemšovský   | Jan Broda           |
| MR ČSSR 1965 | Zábřeh             | Peter Nemšovský   | 16,22 m         | František Křupala | Miroslav Lejsek     |
| MR ČSSR 1966 | Třinec             | Peter Nemšovský   | 16,29 m         | František Křupala | Jan Broda           |
| MR ČSSR 1967 | Sokolov            | Peter Nemšovský   | 16,01 m         | František Křupala | Jan Lejsek          |
| MR ČSSR 1968 | Jablonec nad Nisou | Jiří Vyčichlo     | 15,85 m         | Jan Broda         | František Křupala   |
| MR ČSSR 1969 | Považská Bystrica  | Peter Nemšovský   | 16,15 m         | Jiří Menšík       | Jan Lejsek          |
| MR ČSSR 1970 | Ostrava            | Václav Fišer      | 16,23 m         | Jan Broda         | Jiří Menšík         |
| MR ČSSR 1971 | Praha              | Jiří Vyčichlo     | 16,59 m         | Václav Fišer      | Jan Broda           |
| MR ČSSR 1972 | Praha              | Václav Fišer      | 16,62 m         | Jan Broda         | Ján Šimonovič       |
| MR ČSSR 1973 | Banská Bystrica    | Jiří Vyčichlo     | 16,10 m         | Jan Broda         | Pavel Sasín         |
| MR ČSSR 1974 | Praha              | Jiří Vyčichlo     | 16,37 m         | Pavel Sasín       | Ján Šimonovič       |
| MR ČSSR 1975 | Bratislava         | Pavel Sasín       | 15,97 m         | Ján Šimonovič     | Jan Lejsek          |
| MR ČSSR 1976 | Třinec             | Jiří Vyčichlo     | 16,15 m         | Pavel Sasín       | Karel Hradil        |
| MR ČSSR 1977 | Ostrava            | Jiří Vyčichlo     | 16,16 m         | Jan Broda         | Pavel Sasín         |
| MR ČSSR 1978 | Praha              | Jiří Vyčichlo     | 16,03 m         | Karel Hradil      | Jan Broda           |
| MR ČSSR 1979 | Praha              | Karel Hradil      | 15,74 m         | Ján Šimonovič     | František Volcer    |
| MR ČSSR 1980 | Praha              | Vlastimil Mařinec | 16,35 m         | Karel Hradil      | Vladimír Hanák      |
| MR ČSSR 1981 | Ostrava            | Vlastimil Mařinec | 16,38 m         | Jaroslav Priščák  | Ivo Bilík           |
| MR ČSSR 1982 | Praha              | Jaroslav Priščák  | 16,31 m         | Ivo Bilík         | Ján Čado            |
| MR ČSSR 1983 | Praha              | Vlastimil Mařinec | 17,06 m         | Jaroslav Přiščák  | Ján Čado            |
| MR ČSSR 1984 | Praha              | Vlastimil Mařinec | 16,97 m         | Jaroslav Priščák  | Ján Čado            |
| MR ČSSR 1985 | Praha              | Jaroslav Priščák  | 17,05 m         | Ján Čado          | Ivan Slanař         |
| MR ČSSR 1986 | Bratislava         | Ján Čado          | 17,04 m         | Milan Mikuláš     | Ivan Slanař         |
| MR ČSSR 1987 | Třinec             | Ivan Slanař       | 17,07 m         | Milan Mikuláš     | Ivo Bilík           |
| MR ČSSR 1988 | Praha              | Milan Mikuláš     | 17,53 m Rek. MR | Ivan Slanař       | Pavel Wiedermann    |
| MR ČSSR 1989 | Banská Bystrica    | Jaroslav Mrštík   | 16,54 m         | Ivo Bilík         | Pavel Wiedermann    |
| MR ČSFR 1990 | Praha              | Milan Mikuláš     | 16,59 m         | Pavel Kváč        | Jaroslav Mrštík     |
| MR ČSFR 1991 | Ostrava            | Milan Mikuláš     | 16,86 m         | Pavel Wiedermann  | Pavel Kváč          |
| MR ČSFR 1992 | Nitra              | Milan Mikuláš     | 17,31 m         | Jaroslav Mrštík   | Marek Samseli       |
| MR ČR 1993   | Jablonec nad Nisou | Jaroslav Mrštík   | 16,07 m         | Ivan Slanař       | Zdeněk Šafra        |
| MR ČR 1994   | Jablonec nad Nisou | Michal Coubal     | 16,15 m         | Jaroslav Mrštík   | Karel Burián        |
| MR ČR 1995   | Ostrava            | Radek Řezáč       | 15,91 m         | Michal Coubal     | Jiří Smetana        |
| MR ČR 1996   | Praha              | Radek Řezáč       | 16,18 m         | Jiří Kuntoš       | Martin Sýkora       |
| MR ČR 1997   | Třinec             | Jiří Kuntoš       | 16,15 m         | Milan Mikuláš     | Martin Sýkora       |
| MR ČR 1998   | Jablonec nad Nisou | Jiří Kuntoš       | 16,85 m         | David Honzík      | Michal Coubal       |
| MR ČR 1999   | Ostrava            | Jiří Kuntoš       | 17,29 m         | Martin Sýkora     | Michal Coubal       |
| MR ČR 2000   | Plzeň              | Jiří Kuntoš       | 16,49 m         | Martin Sýkora     | Tomáš Cholenský     |
| MR ČR 2001   | Jablonec nad Nisou | Tomáš Cholenský   | 15,68 m         | Jiří Smetana      | Petr Hnízdil        |
| MR ČR 2002   | Ostrava            | Petr Hnízdil      | 16,12 m         | Jiří Herza        | Jan Marcis          |
| MR ČR 2003   | Olomouc            | Petr Hnízdil      | 16,06 m         | Miron Mutyaba     | Jan Marcis          |
| MR ČR 2004   | Plzeň              | Tomáš Cholenský   | 16,05 m         | Milan Kovář       | Petr Hnízdil        |
| MR ČR 2005   | Kladno             | Tomáš Cholenský   | 16,31 m         | Petr Hnízdil      | Jakub Hůrka         |
| MR ČR 2006   | Praha              | Petr Hnízdil      | 16,34 m         | Martin Sýkora     | Jan Rapsa           |
| MR ČR 2007   | Třinec             | Petr Hnízdil      | 16,16 m         | Petr Lampart      | Ondřej Hanuš        |
| MR ČR 2008   | Tábor              | Petr Hnízdil      | 16,10 m         | Ondřej Hanuš      | Ondřej Cais         |
| MR ČR 2009   | Praha              | Tomáš Cholenský   | 15,37 m         | Ondřej Cais       | Vojtěch Kučera      |
| MR ČR 2010   | Třinec             | Petr Hnízdil      | 15,49 m         | Martin Vachata    | Ondřej Hanuš        |
| MR ČR 2011   | Brno               | Roman Novotný     | 15,51 m         | Petr Hnízdil      | Ondřej Hanuš        |
| MR ČR 2012   | Vyškov             | Martin Vachata    | 15,46 m         | Stanislav Sajdok  | Jiří Vondráček      |
| MR ČR 2013   | Tábor              | Martin Vachata    | 15,44 m         | Michal Čada       | Jiří Vondráček      |
| MR ČR 2014   | Ostrava            | Jiří Vondráček    | 15,52 m         | Bohumil Bětulák   | Martin Vachata      |
| MR ČR 2015   | Plzeň              | Martin Vachata    | 15,64 m         | Bohumil Bětuňák   | David Beneš         |
| MR ČR 2016   | Tábor              | Lukáš Kunc        | 15,68 m         | Jiří Vondráček    | Jiří Zeman          |
| MR ČR 2017   | Třinec             | Jiří Vondráček    | 15,75 m         | Jiří Zeman        | Tomáš Janeček       |
| MR ČR 2018   | Kladno             | Jiří Vondráček    | 15,49 m         | Jiří Zeman        | Zdeněk Kubát        |
| MR ČR 2019   | Brno               | Ondřej Vodák      | 16,02 m         | Jiří Vondráček    | Tomáš Janeček       |
| MR ČR 2020   | Plzeň              | Jiří Vondráček    | 16,34 m         | Zdeněk Kubát      | Ondřej Vodák        |
| MR ČR 2021   | Zlín               | Jiří Vondráček    | 16,08 m         | Ondřej Vodák      | Filip Dittrich      |
| MR ČR 2022   | Hodonín            | Jiří Vondráček    | 16,07 m         | Zdeněk Kubát      | Lukáš Budík         |
| MR ČR 2023   | Tábor              | Pavel Halátek     | 15,18 m         | Ondřej Vodák      | Lukáš Budík         |
| MR ČR 2024   | Zlín               | Zdeněk Kubát      | 15,77 m         | Pavel Halátek     | Ondřej Vodák        |
| MR ČR 2025   |                    |                   |                 |                   |                     |

### Ženy
| Rok          | Místo              | Zlato                  | Výkon           | Stříbro              | Bronz                     |
| ------------ | ------------------ | ---------------------- | --------------- | -------------------- | ------------------------- |
| MR ČSFR 1990 | Praha              | Dagmar Urbánková-Vávrů | 13,39 m         | Eva Kotvasová        | Anna Kubošová             |
| MR ČSFR 1991 | Ostrava            | Šárka Kadlubcová       | 12,38 m         | Barbora Tesařová     | Alena Vavricová           |
| MR ČSFR 1992 | Nitra              | Šárka Kadlubcová       | 12,76 m         | Anna Kubošová        | Barbora Tesařová          |
| MR ČR 1993   | Jablonec nad Nisou | Šárka Kašpárková       | 13,72 m         | Dagmar Urbánková     | Eva Kopečková             |
| MR ČR 1994   | Jablonec nad Nisou | Šárka Kašpárková       | 13,09 m         | Alice Matějková      | Martina Koudelková        |
| MR ČR 1995   | Ostrava            | Alena Nezdařilová      | 12,67 m         | Eva Doležalová       | Vlasta Gruberová          |
| MR ČR 1996   | Praha              | Šárka Kašpárková       | 14,42 m Rek. MR | Jaroslava Neumanová  | Ljuba Dušilová-Romaňáková |
| MR ČR 1997   | Třinec             | Šárka Kašpárková       | 14,19 m         | Eva Doležalová       | Ljuba Dušilová            |
| MR ČR 1998   | Jablonec nad Nisou | Šárka Kašpárková       | 14,06 m         | Eva Doležalová       | Jana Fáberová             |
| MR ČR 1999   | Ostrava            | Eva Doležalová         | 13,56 m         | Helena Vinařová      | Dagmar Urbánková          |
| MR ČR 2000   | Plzeň              | Šárka Kašpárková       | 13,73 m         | Martina Darmovzalová | Eva Doležalová            |
| MR ČR 2001   | Jablonec nad Nisou | Dagmar Urbánková       | 13,30 m         | Martina Darmovzalová | Petra Daňková             |
| MR ČR 2002   | Ostrava            | Martina Darmovzalová   | 13,98 m         | Veronika Navrátíková | Petra Daňková             |
| MR ČR 2003   | Olomouc            | Martina Darmovzalová   | 12,73 m         | Kateřina Hrabalová   | Gabriela Donátová         |
| MR ČR 2004   | Plzeň              | Šárka Kašpárková       | 14,01 m         | Martina Darmovzalová | Kateřina Hrabalová        |
| MR ČR 2005   | Kladno             | Martina Darmovzalová   | 13,36 m         | Gabriela Vaculová    | Gabriela Donátová         |
| MR ČR 2006   | Praha              | Šárka Kašpárková       | 13,52 m         | Jaroslava Vaněčková  | Lucie Kohútová            |
| MR ČR 2007   | Třinec             | Martina Darmovzalová   | 13,84 m         | Iva Vedralová        | Lucie Kohútová            |
| MR ČR 2008   | Tábor              | Martina Šestáková      | 14,16 m         | Gabriela Vaculová    | Iva Vedralová             |
| MR ČR 2009   | Praha              | Martina Šestáková      | 14,04 m         | Lucie Májková        | Gabriela Vaculová         |
| MR ČR 2010   | Třinec             | Martina Šestáková      | 13,94 m         | Barbora Lacigová     | Lucie Májková             |
| MR ČR 2011   | Brno               | Lucie Májková          | 13,16 m         | Kateřina Líbalová    | Gabriela Vaculová         |
| MR ČR 2012   | Vyškov             | Lucie Májková          | 13,60 m         | Martina Šestáková    | Klára Michalská           |
| MR ČR 2013   | Tábor              | Lucie Májková          | 13,23 m         | Martina Šestáková    | Klára Michalská           |
| MR ČR 2014   | Ostrava            | Lucie Májková          | 13,59 m         | Dominika Horniaková  | Emily Gerulová            |
| MR ČR 2015   | Plzeň              | Lucie Májková          | 13,69 m         | Dominika Horniaková  | Zdeňka Pražáková          |
| MR ČR 2016   | Tábor              | Lucie Májková          | 13.93 m         | Šárka Buranská       | Dominika Horniaková       |
| MR ČR 2017   | Třinec             | Lucie Májková          | 13.33 m         | Šárka Buranská       | Kateřina Líbalová         |
| MR ČR 2018   | Kladno             | Lucie Májková          | 12.93 m         | Šárka Buranská       | Karolína Černá            |
| MR ČR 2019   | Brno               | Emma Maštalířová       | 12.42 m         | Lucie Májková        | Šárka Vachatá             |
| MR ČR 2020   | Plzeň              | Linda Suchá            | 13.35 m         | Emma Maštalířová     | Petra Harasimová          |
| MR ČR 2021   | Zlín               | Emma Maštalířová       | 13.32 m         | Petra Harasimová     | Linda Suchá               |
| MR ČR 2022   | Hodonín            | Linda Suchá            | 13.78 m         | Emma Maštalířová     | Veronika Skalická         |
| MR ČR 2023   | Tábor              | Linda Suchá            | 13,16 m         | Emma Maštalířová     | Michaela Hrubá            |
| MR ČR 2024   | Zlín               | Tereza Vlková          | 12,98 m         | Emma Maštalířová     | Veronika Skalická         |
| MR ČR 2025   |                    |                        |                 |                      |                           |